# Тишин, Валерий Георгиевич
Валерий Георгиевич Тишин (1930 — ?) — советский физик, лауреат Государственной премии СССР 1970 года.
Окончил Московский инженерно-физический институт (1955). Член КПСС с 1961 года.
С 1955 по 1958 год работал в Радиотехническом институте АН СССР. В 1958—1963 гг. — в Объединённом институте ядерных исследований (Дубна).
В 1963 г. защитил кандидатскую диссертацию:
- Возбуждение эвакуированных резонаторов : диссертация … кандидата технических наук : 05.00.00. — Дубна ; Москва, 1962. — 138 с. : ил.

С 1963 года начальник лаборатории в Институте физики высоких энергий (ИФВЭ). С 1974 до середины 1990-х годов снова работал в ОИЯИ, начальник сектора отдела радиоэлектроники Лаборатории нейтронной физики, начальник научно-экспериментального отдела комплекса спектрометров реактора ИБР-2.
Лауреат Государственной премии СССР 1970 года (в составе коллектива) — за разработку, сооружение и ввод в действие линейного ускорителя протонов на энергию 100 Мэв — инжектора Серпуховского протонного синхротрона.
Сочинения:
- Богдзель А. А., Ишмухаметов М. З., Тишин В. Г. Аналого-цифровой преобразователь в стандарте КАМАК. — [Дубна : ОИЯИ, 1975].
- Блоки быстрой электроники и цифрового отбора в спектрометрах лаборатории нейтронной физики ОИЯИ [Текст] : научное издание / А. А. Богдзель, В. Г. Тишин, Дык Тоан Фо // Объедин. ин-т ядер. исслед. Дубна. Сообщ. — 1984. — N 13-84-386. — 8 с., ил.
- А. А. Богдзель, Ю. Н. Пепелышев, Б. Н. Соловьев, В. Г. Тишин, Е. П. Шебалин. Система мониторирования мощности реактора ибр-2 для проведения экспериментов во время энергетического пуска. Объединенный институт ядерных исследований Дубна, 1982.
- A.M.Балагуров, И. П. Барабаш, Г. Ф. Жиронкин, Н. Н. Дьен, В. Е. Новожилой, А. И. Островной К. Г. Родионов, А. П. Сиротин, В. Г. Тишин,А. Б. Тулаев. Измерительно-вычислительный модуль нейтронного дифрактометра ДН-2 на реакторе ИБР-2. Сообщение ОИЯИ, Р10-91-155, -Дубна, 1991. −12с.
- Программное обеспечение микропроцессорной системы прерывателя нейтронного пучка ИБР — 2 / Ле Кхак Мань , К. Г. Родионов , В. Г. Тишин . Дубна : ОИЯИ , 1985. — 4 с . , ил .; 21 см.